# 深津旭弘
深津 旭弘（ふかつ あきひろ、1987年7月23日 - ）は、日本の男子バレーボール選手。

## 来歴
先生の勧誘で小学5年次よりバレーボールを始めた。バレーボール一家に育ち、弟の貴之、英臣もバレーボール選手。愛知・星城高校時代に春高バレー、国体に出場しいずれも3位入賞。
高校卒業後に進学した東海大学では司令塔を務めるとともにキャプテンとしてチームを牽引し、2009年に東海大学バレーボール部創部初のシーズン5冠達成を経験。全日本インカレで最優秀選手賞とセッター賞を受賞した。同年12月にJTサンダーズ（現・広島サンダーズ）の内定選手となった。
大学卒業後の2010年4月、JTに入団。2010年度全日本代表登録メンバーに選出され、第22回アジア太平洋カップ福岡国際男子バレーボール大会に出場し優勝した。
2015年、ワールドリーグとアジア選手権に弟・英臣と共に出場。アジア選手権ではチームの優勝に貢献した（英臣がベストセッターを受賞）。
2020年11月27日、丸善インテックアリーナ大阪で開催されたV1のサントリーサンバーズ戦でVリーグ通算230試合出場を達成し、シーズン終了後にVリーグ栄誉賞を受賞した。
しかし、この2020-21シーズンでは、中盤に差し掛かる頃にチームは成績を落とし、自身もレギュラーから外されるようになった。チームは若手主体となり、深津は翌シーズンの構想から外れ、シーズン終了後に退部することとなった。引退し社業に専念するか移籍を希望するか悩んでいたところ、堺ブレイザーズからオファーが届き移籍を決断。2021年6月17日付で堺に移籍した。
2022年、34歳にして日本代表登録メンバーに再登録された。8月、AVCカップに出場し準優勝に貢献。自身もベストセッターを受賞した。
2023年5月31日、堺ブレイザーズを退団。その後、東京グレートベアーズに移籍した。

## 球歴
- 日本代表 - 2010年、2013年、2015-2017年、2019年、2022年[22]-2024年
  - アジア選手権 - 2015年
  - AVCカップ - 2022年
  - ワールドリーグ - 2015年
  - ネーションズリーグ - 2024年
  - オリンピック - 2024年

## 受賞歴
- 2015年 - 2014/15 V・プレミアリーグ ベスト6
- 2016年 - 第65回黒鷲旗全日本男女選抜大会 ベスト6
- 2017年 - 第66回黒鷲旗全日本男女選抜大会 ベスト6
- 2021年 - 2020-21 V.LEAGUE DIVISION1 Vリーグ栄誉賞（Vリーグ通算230試合出場達成）
- 2022年 - AVCカップ - ベストセッター

## 所属チーム
- 豊田JVC
- 豊田市立崇化館中学校
- 星城高校
- 東海大学
- JTサンダーズ広島（2010-2021年）
- 堺ブレイザーズ（2021-2023年）
- 東京グレートベアーズ（2023年-）

## 個人成績
Vプレミアリーグレギュラーラウンドにおける個人成績は下記の通り。
| シーズン | 所属 | 出場 | 出場   | アタック | アタック | アタック | アタック | ブロック | ブロック | サーブ | サーブ | サーブ | サーブ | レセプション | レセプション | 総得点 | 備考 |
| -------- | ---- | ---- | ------ | -------- | -------- | -------- | -------- | -------- | -------- | ------ | ------ | ------ | ------ | ------------ | ------------ | ------ | ---- |
| シーズン | 所属 | 試合 | セット | 打数     | 得点     | 決定率   | 効果率   | 決定     | /set     | 打数   | エース | 得点率 | 効果率 | 受数         | 成功率       | 総得点 | 備考 |
| 2010/11  | JT   | 15   | 8      | 0        | 0        | 0.0%     | %        | 1        | 0.13     | 18     | 0      | 0.00%  | 6.9%   | 0            | 0.0%         | 1      |      |
| 2011/12  | JT   | 20   | 26     | 2        | 0        | 0.0%     | %        | 8        | 0.31     | 62     | 3      | 4.84%  | 11.9%  | 1            | 0.0%         | 11     |      |
| 2012/13  | JT   | 23   | 72     | 8        | 2        | 25.0%    | %        | 20       | 0.28     | 225    | 2      | 0.89%  | 7.5%   | 1            | 0.0%         | 24     |      |
| 2013/14  | JT   | 27   | 29     | 1        | 0        | 0.0%     | %        | 10       | 0.34     | 76     | 1      | 1.32%  | 8.3%   | 0            | 0.0%         | 11     |      |
| 2014/15  | JT   | 21   | 71     | 11       | 5        | 45.5%    | %        | 33       | 0.46     | 274    | 5      | 1.82%  | 7.9%   | 5            | 0.0%         | 43     |      |
| 2015/16  | JT   | 21   | 84     | 24       | 11       | 45.8%    | %        | 28       | 0.33     | 319    | 4      | %      | 9.1%   | 4            | 0.0%         | 43     |      |
| 2016/17  | JT   | 21   | 76     | 16       | 7        | 43.8%    | %        | 21       | 0.28     | 282    | 11     | %      | 11.2%  | 3            | 0.0%         | 39     |      |
| 2017/18  | JT   | 21   | 81     | 18       | 9        | 50.0%    | %        | 22       | 0.27     | 342    | 14     | %      | 7.8%   | 1            | 50.0%        | 45     |      |
| 2018/19  | JT   |      |        |          |          | %        | %        |          |          |        |        | %      | %      |              | %            |        |      |